# لويد ريتشاردز
لويد ريتشاردز (بالإنجليزية: Lloyd Richards)‏ (11 فبراير 1958 كينغستون جامايكا - ) هو لاعب كرة قدم جامايكي يلعب كلاعب وسط.